# Aitor Carrera i Baiget
Aitor Carrera i Baiget   (Balaguer, 1976) és un filòleg català i professor de la Universitat de Lleida on hi dirigeix la Càtedra d'Estudis Occitans. És doctor cum laude en Filologia Catalana amb una tesi de lingüística occitana centrada en la descripció dels parlars gascons de la Vall d'Aran i el Comenge. Ha publicat nombrosos articles i recensions sobre dialectologia, sociolingüística, toponímia i gramàtica occitanes en revistes especialitzades com Estudis Romànics, Estudis de Llengua i Literatura Catalanes, Llengua i Literatura, Alazet, De Lingua Aragonensi i Llengua i Ús. És membre també de l'Institut d'Estudis Aranesos i fou director, designat per la Generalitat de Catalunya, de la comissió lingüística d'experts en llengua occitana encarregada de fixar la llengua del primer traductor automàtic occità-català.

## Obra publicada
- Petit atles lingüístic de la Vall d'Aran (Edicions Sidillà, 2023)[2]
- L'occità. Gramàtica i diccionari bàsics (Pagès Editors, 2011)[3]
- Caçaires de paraules (amb Lourdes Oliveras, Pagès Editors, 2009)[4]
- Entre dues frontères. Estudis de lingüistica occitana (Pagès Editors, 2008)
- Gramatica aranesa (Pagès Editors, 2007)[5]
- Toponímia de Bausen e des Quate Lòcs. Estudi sus eth lexic deth Baish Aran, Vielha (Conselh Generau d'Aran, 2001)